# Samuel Seabury (juge)
Pour les articles homonymes, voir Samuel Seabury.
Samuel Seabury (22 février 1873 - 7 mai 1958) était un avocat et homme politique américain de New York. Seabury est célèbre pour s’être consacré à une campagne contre la domination corrompue de Tammany Hall sur la politique new-yorkaise. Il présida plus tard les enquêtes approfondies de 1930 à 1932 sur la corruption au sein du gouvernement municipal de New York, qui devinrent connues sous le nom de « Seabury investigations ». 
Seabury est devenu Georgiste après avoir lu Progrès et pauvreté. 